# Alena Debická
Alena Debická (ur. 1937) – czeska tłumaczka literatury polskiej, wykładowca akademicki na Uniwersytecie im. Jana Evangelisty Purkyněgo w Uściu nad Łabą, autorka prac naukowych z historii literatury, komparatystyki i lingwistyki.
Przełożyła polskich pisarzy i poetów na język czeski. W jej obszarze zainteresowań literackich znaleźli się m.in.: Marek Hłasko, Roman Śliwonik, Dawid Jung, Jerzy Grupiński.
Jest również autorką rozpraw z historii języka polskiego, m.in. w 1997 r. w Stosunkach polsko-czeskich (pod red. Marii Lesz-Duk i Roberta K. Zawadzkiego, Wyższa Szkoła Pedagogiczna w Częstochowie (obecnie Akademia im. Jana Długosza w Częstochowie) ogłosiła drukiem Polstina jako vyucovaci jazyk na gymnaziu pro polskou mensinu v CSR v obdobi 1018-1939 (Obsah a pojeti polskeho jazyka podle osnov z r. 1933).

## Ważniejsze publikacje
- Základní jazykové pojmy, Ústí nad Labem: Pedagogická fakulta, 1987
- Stylistika textu, analyza textu, Ústí nad Labem Univ. 1993
- O výstavbě a stylu textu. Stylistické analýzy a interpretace, Ústí nad Labem: Univerzita J.E. Purkyně, 1999
- Třetí večer/ Trzeci wieczór. Polská poezie/Poezja polska  (přel., uspoř., poznámku o aut. napsala Alena Debická), edycja dwujęzyczna, seria: Edice Elipsa, t. 3, Ústí nad Labem: CKK Sv. Vojtěcha, 2000.
- Stylistické analýzy a interpretace. Stylistická cvičení, Vyd. 1. Ústí nad Labem: Univerzita J.E. Purkyně, 2002